# Даровське міське поселення
Даровське́ міське поселення (рос. Даровское городское поселение) — адміністративна одиниця у складі Даровського району Кіровської області Росії. Адміністративний центр поселення — селище міського типу Даровський.

## Історія
Станом на 2002 рік на території сучасного поселення існували такі адміністративні одиниці:
- смт Даровський (смт Даровський, присілки Белеєнки, Блохічі, Вавілови, Варзічі, Великі Сімейкіни, Верхня Бобровщина, Верхопруди, Гребенята, Кокоровщина, Кулак, Мараковщина, Нікулічі, Підохани, Татарщина, Філіха, Чикулаї)
- В'язівський сільський округ (присілки Боброви, Ворошкови, Громази, Марениці, Рикови)
- Малиновський сільський округ (присілки Бизіха, Боброви, Жеребцови, Куїмовщина, Малиновка, Суєвалови)
- Поцілуєвський сільський округ (присілки Коноплевщина, Недозоріха, Поцілуєвщина, Хохловщина, Ширкуни)
- Тороповський сільський округ (село Торопово, присілки Фігуренки, Шапково)

Поселення було утворене згідно із законом Кіровської області від 7 грудня 2004 року № 284-ЗО у рамках муніципальної реформи шляхом об'єднання смт Даровського, В'язівського, Малиновського, Поцілуєвського та Тороповського сільських округів.

## Населення
Населення поселення становить 7388 осіб (2017; 7502 у 2016, 7547 у 2015, 7570 у 2014, 7732 у 2013, 7875 у 2012, 8063 у 2010, 8956 у 2002).

## Склад
До складу поселення входять 33 населених пункти:
| Населений пункт                  | Населення, осіб (2002) | Населення, осіб (2010) |
| -------------------------------- | ---------------------- | ---------------------- |
| Белеєнки, присілок               | 37                     | 35                     |
| Бизіха, присілок                 | 2                      | 0                      |
| Блохичі, присілок                | 8                      | 9                      |
| Боброви, присілок                | 308                    | 221                    |
| Вавілови, присілок               | 0                      | 3                      |
| Варзичі, присілок                | 2                      | 0                      |
| Великі Сімейкини, присілок       | 0                      | 0                      |
| Верхня Бобровщина, присілок      | 0                      | 0                      |
| Верхопруди, присілок             | 0                      | 0                      |
| Ворошкови, присілок              | 0                      | -                      |
| Гребенята, присілок              | 0                      | 0                      |
| Громази, присілок                | 8                      | 8                      |
| Даровський, селище міського типу | 7488                   | 7125                   |
| Жеребцови, присілок              | 0                      | -                      |
| Кокоровщина, присілок            | 12                     | 7                      |
| Коноплевщина, присілок           | 0                      | 0                      |
| Куїмовщина, присілок             | 0                      | 0                      |
| Кулак, присілок                  | 108                    | 78                     |
| Малиновка, присілок              | 2                      | 0                      |
| Мараковщина, присілок            | 0                      | -                      |
| Марениці, присілок               | 11                     | 4                      |
| Недозоріха, присілок             | 1                      | 1                      |
| Нікуличі, присілок               | 1                      | 0                      |
| Перші Боброви, присілок          | 337                    | 258                    |
| Підохани, присілок               | 18                     | 12                     |
| Поцілуєвщина, присілок           | 0                      | 0                      |
| Рикови, присілок                 | 3                      | 0                      |
| Суєвалови, присілок              | 2                      | 2                      |
| Татарщина, присілок              | 109                    | 58                     |
| Торопово, село                   | 97                     | 23                     |
| Фігуренки, присілок              | 3                      | 0                      |
| Філіха, присілок                 | 3                      | 1                      |
| Хохловщина, присілок             | 300                    | 195                    |
| Чикулаї, присілок                | 17                     | 10                     |
| Шапково, присілок                | 52                     | 8                      |
| Ширкуни, присілок                | 27                     | 5                      |